# Potentilla uniflora
Potentilla uniflora är en rosväxtart som beskrevs av Carl Friedrich von Ledebour. Potentilla uniflora ingår i Fingerörtssläktet som ingår i familjen rosväxter.

## Underarter
Arten delas in i följande underarter:
- P. u. ampla
- P. u. arctica
- P. u. vahliana